# Stenocercus cadlei
Stenocercus cadlei — вид ігуаноподібних ящірок родини Tropiduridae. Ендемік Еквадору.

## Поширення і екологія
Stenocercus cadlei мешкають в Еквадорських Анд і міжандійських долинах на території провінцій Каньяр, Котопахі, Тунґурауа і Чимборасо. Вони живуть в порушених середовищах в міжандійських долинах (на пасовищах і плантаціях, в садах), а також на високогірних луках парамо та у високогірних чагарникових заростях. Зустрічаються на висоті від 1956 до 4304 м над рівнем моря.